# Pierre Waché
Pierre Waché (ur. 10 grudnia 1974) – francuski inżynier, od 2018 roku dyrektor techniczny zespołu Red Bull w Formule 1.

## Życiorys
Pierre Waché studiował na Institut national polytechnique de Lorraine we Francji, oraz Georgia Tech w Stanach Zjednoczonych. Posiada stopień doktora w dziedzinie mechaniki płynów. W 2001 roku rozpoczął pracę w przedsiębiorstwie Michelin, aby badać interakcję między nawierzchniami toru a gumą opon Formuły 1. Awansował na stanowisko kierownika projektu. Po wycofaniu się Michelin z Formuły 1 przeszedł do zespołu BMW Sauber, gdzie pracował na stanowisku inżyniera do spraw wydajności pojazdów, pracował nad oponami i zawieszeniem. Po wycofaniu BMW Waché został szefem grupy do spraw osiągów pojazdu w Sauberze. W 2012 roku stał się członkiem komitetu technicznego, odpowiedzialnego za inżynierię wyścigową, oraz grupę do spraw osiągów pojazdu. W 2013 roku przeszedł do zespołu Red Bull, gdzie objął funkcję głównego inżyniera do spraw osiągów. W 2018 roku Waché został dyrektorem technicznym tego zespołu.